# Pierre-Louis Moreau-Desproux

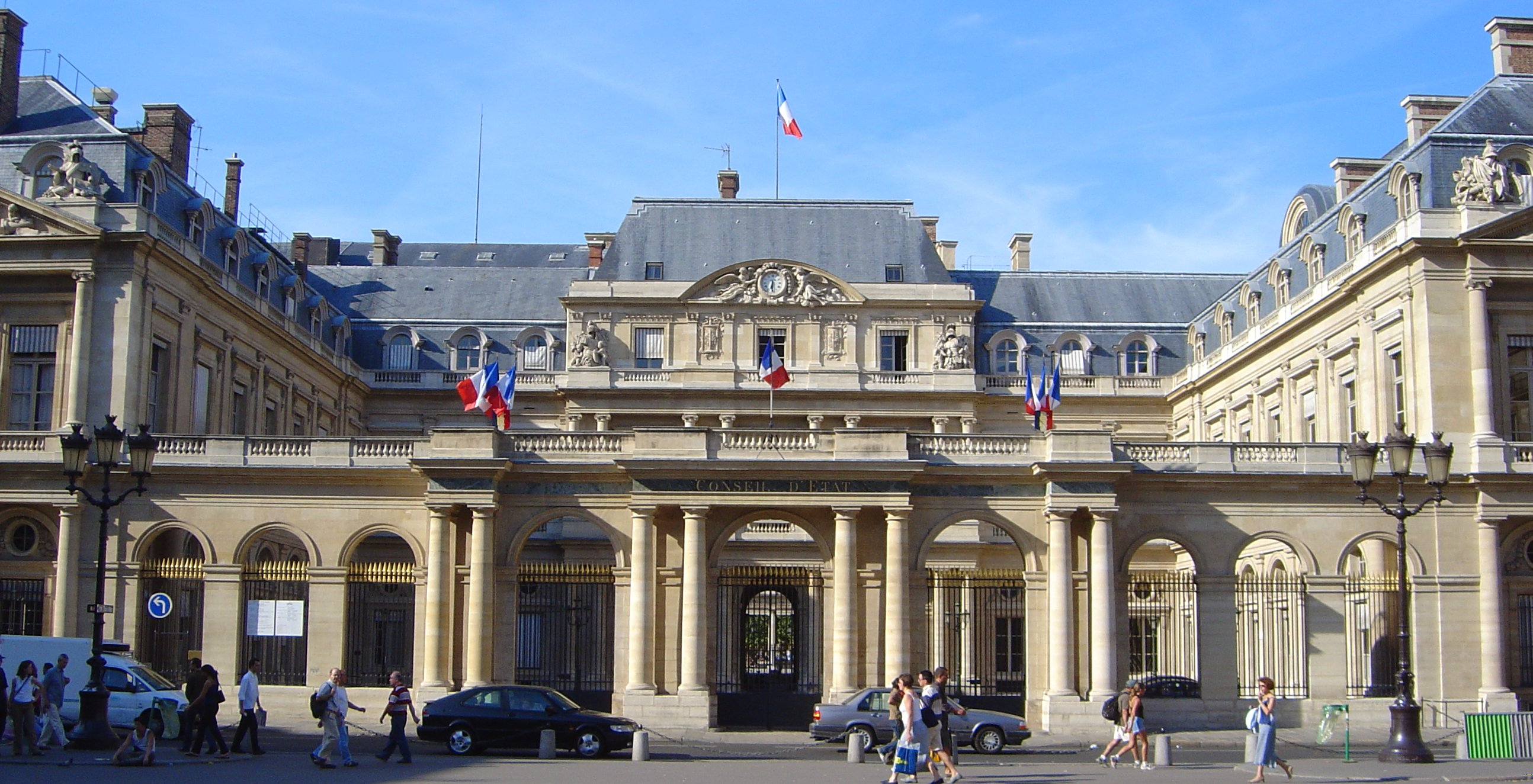
Lo schermo neoclassico di Moreau-Desproux attraverso la cour d'entrée del Palais-Royal, Parigi

Pierre-Louis Moreau-Desproux (Parigi, 1727 – Parigi, 9 luglio 1794) è stato un architetto francese,  pioniere dell'architettura neoclassica francese.

## Biografia
Sebbene non avesse vinto il Prix de Rome, che era l'affidabile porta d'accesso a un'importante carriera francese in architettura, il suo compagno di studi Charles de Wailly lo invitò a condividere il suo premio. A Roma, dal settembre 1754 al dicembre 1756, metà del consueto triennio, furono esposti al fermento del nuovo stile neoclassico e presero parte, con Marie-Joseph Peyre, agli scavi archeologici delle Terme di Diocleziano; le loro speculative ricostruzioni del complesso attirarono l'attenzione di Giovanni Battista Piranesi.
Al suo ritorno a Parigi, la prima commissione che gli venne affidata fu l'Hôtel de Chavannes, completamente neoclassico, vicino alla Porte du Temple, a quel tempo alla periferia della città. La casa fu completata nel maggio 1758 e demolita nel 1846 (Eriksen); ottenne un'analisi critica dall'Abbé Laugier, teorico del neoclassicismo, nelle sue Observations sur l'architecture, 1765. Un colossale ordine di lesene ioniche ne distingueva la facciata, dove i due piani erano scanditi da una semplice fasciatura a greca.

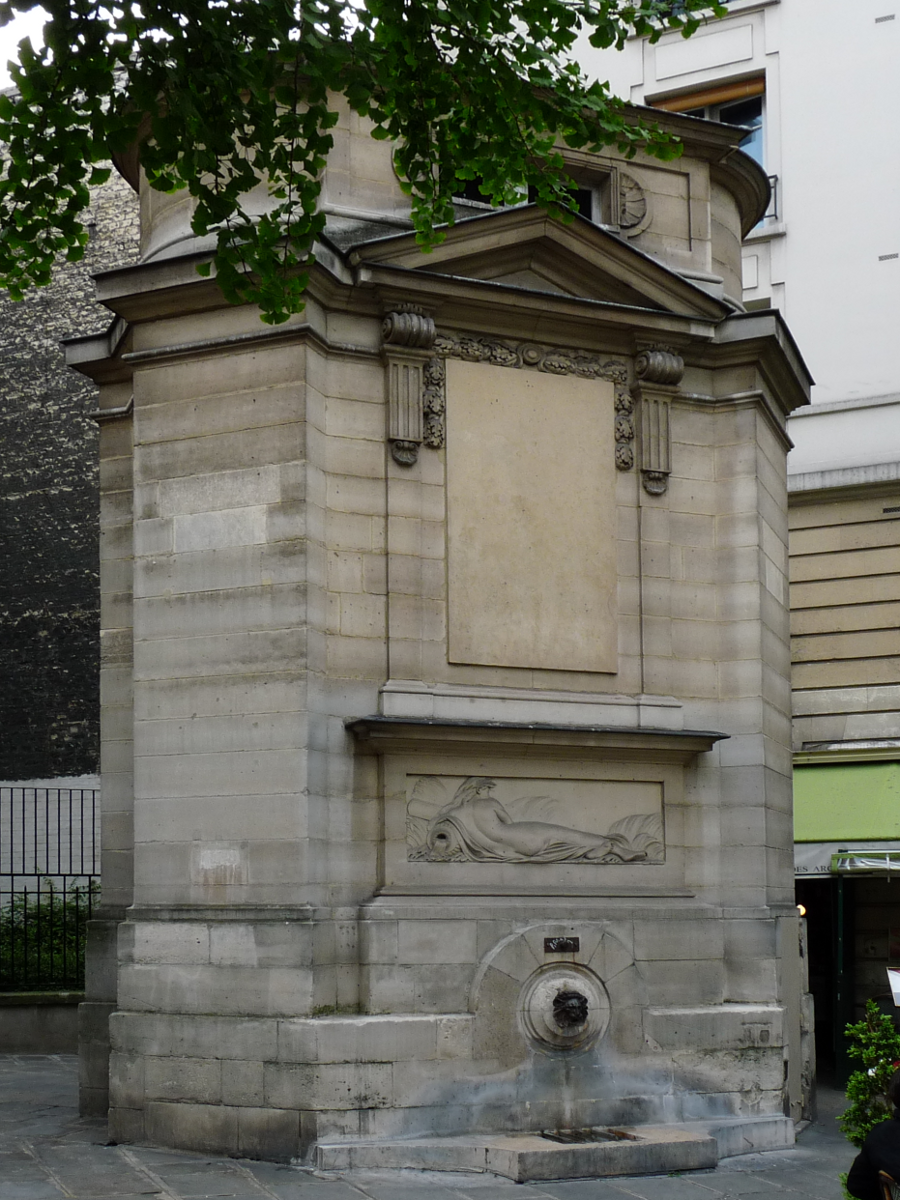
Fontaine des Haudriettes

Fu nominato ufficialmente architetto incaricato (maître des bâtiments) della città di Parigi nel 1763 e mantenne l'incarico fino al 1783. Il suo prozio, Jean-Baptiste-Augustin Beausire, aveva precedentemente ricoperto la stessa carica. La sua posizione gli consentì di influenzare la nomina di Jean Chalgrin a un posto nell'ufficio dei lavori della città. Probabilmente nel 1763-1764 Moreau-Desproux progettò e costruì la Fontaine des Haudriettes, indipendente, a forma di basamento, in stile severamente neoclassico, all'incrocio tra rue des Archives e rue des Vieilles-Haudriettes, nel III arrondissement di Parigi. La sua posizione ufficiale richiedeva che progettasse e controllasse la realizzazione di numerose decorazioni temporanee erette per occasioni festive: furono incisi i suoi disegni per il ballo in maschera dato per il Re e la Regina, il 23 gennaio 1782, in occasione della nascita di Monsignore il Delfino di Jean-Michel Moreau le Jeune.
Tra le sue commissioni private ci furono il padiglione spiccatamente neopalladiano eretto per M. Nicholas Carré de Baudouin sulle alture di Ménilmontant (ora in rue de Menilmontant) nel 1770. Progettò e costruì anche l'Hôtel Gontaut in rue Louis-le-Grand, 1772 e fu incaricato di rimodellare l'Hôtel de Luynes (1770-1775 circa, demolito nel 1901 con la creazione del Boulevard Raspail e della rue de Luynes) Nel 1772, dietro le facciate di Gabriel in Place Louis XV, a ovest di rue Royale, costruì due residenze, una per sé stesso e l'altra per il suo amico Rouillé de l'Estang.
Dal 1764 al 1770, dopo un incendio, ricostruì il teatro del Palais-Royal in un sito leggermente più a est, in modo che la cour d'entrée (ora "Cour de l'Horloge") del Palais-Royal, potesse essere estesa verso est per adattarsi alla larghezza del cortile del giardino. Un corrispondente prolungamento verso ovest della Place du Palais-Royal permise, per la prima volta, di centrare sulla piazza l'ingresso principale della strada del Palais-Royal, così come il corps de logis. Per l'auditorium del teatro usò una pianta ovale e introdusse il ferro strutturale. Progettò anche nuove facciate per il Palais-Royal in rue Saint-Honoré, opera pagata dalla città di Parigi. Il nuovo schermo d'ingresso incorporava arcate che ricapitolavano quelle della facciata del teatro dell'opera. Pierre Contant d'Ivry, che contemporaneamente lavorò alla ricostruzione del Palais-Royal, progettò una nuova facciata per il corps de logis sul lato rivolto verso il cortile del giardino, nonché interni che comprendevano uno scalone d'onore al suo lato orientale. Il teatro di Moreau-Desproux fu distrutto da un incendio l'8 giugno 1781, ma il resto della sua opera è sopravvissuto per lo più intatto.
Una delle sue sorelle sposò l'architetto Marie-Joseph Peyre. Moreau-Desproux morì sotto la ghigliottina durante il Regime del Terrore: in particolare, venne incluso tra gli imputati nel secondo processo della cosiddetta Conspiration des prisons, in cui venne condannato a morte senza essere in alcun modo ascoltato o interrogato.

## Galleria d'immagini

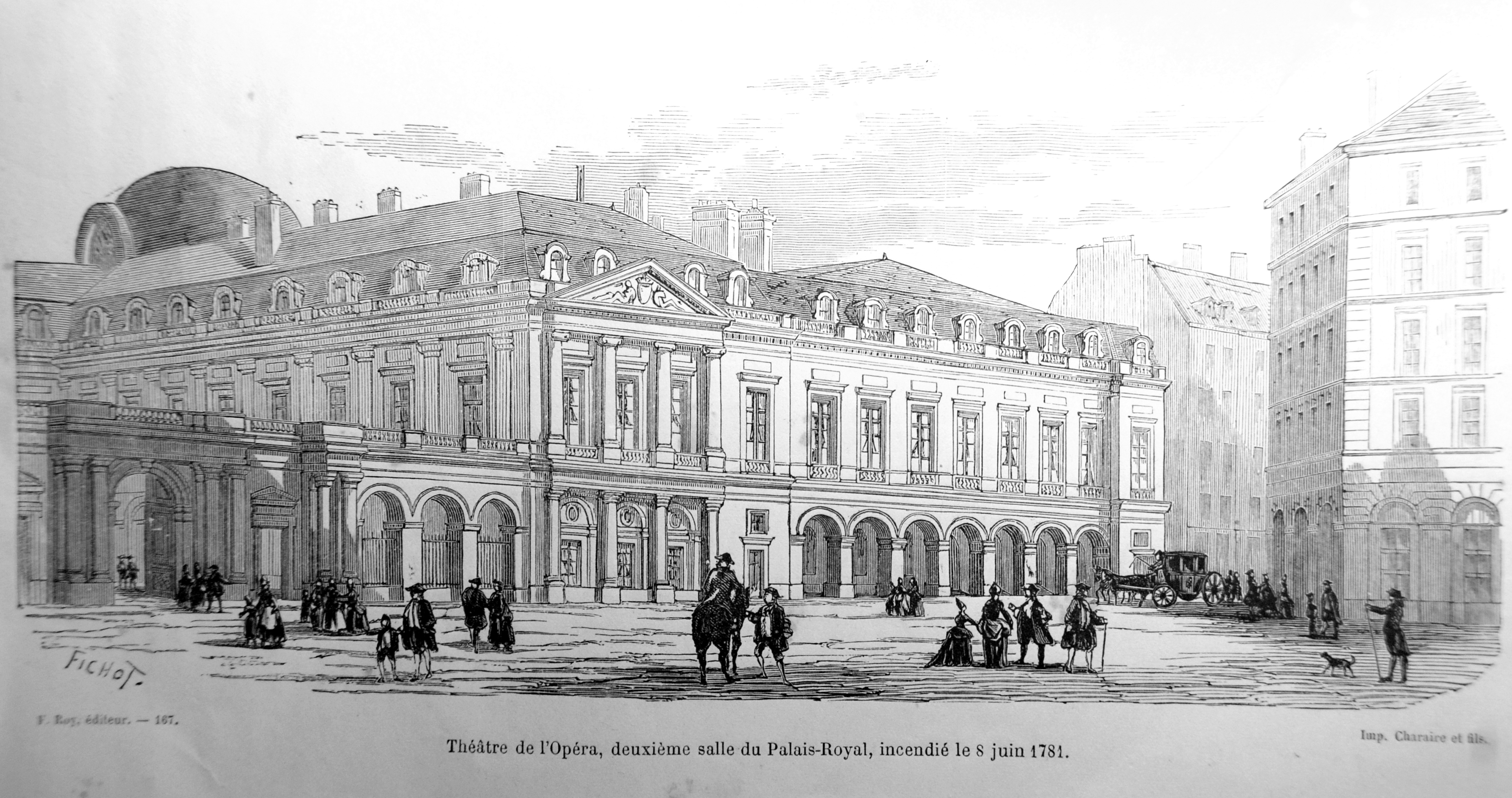
Facciata del Palais-Royal e del teatro dell'opera di Moreau
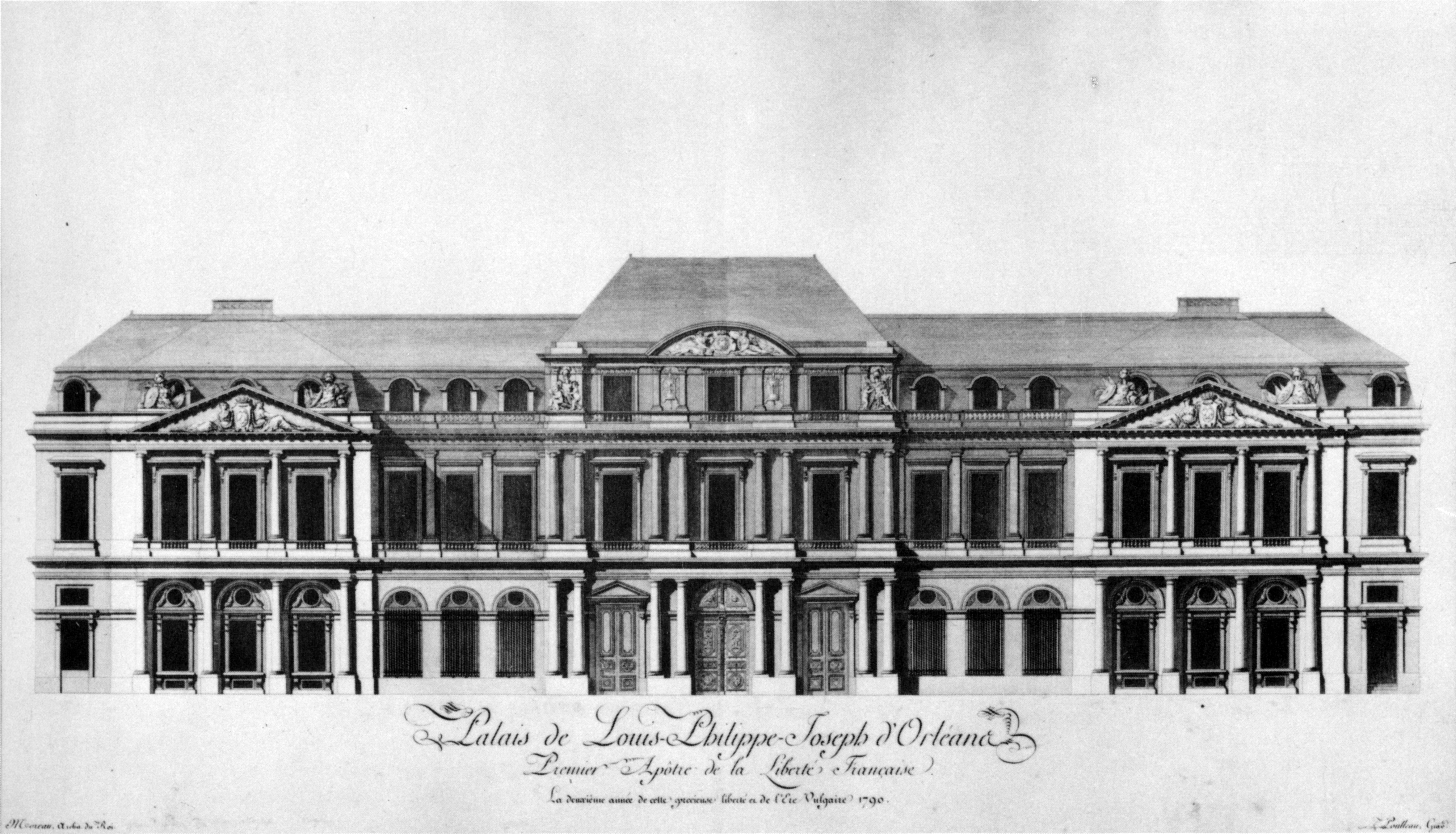
Il Palais-Royal in rue Saint-Honoré, 1790
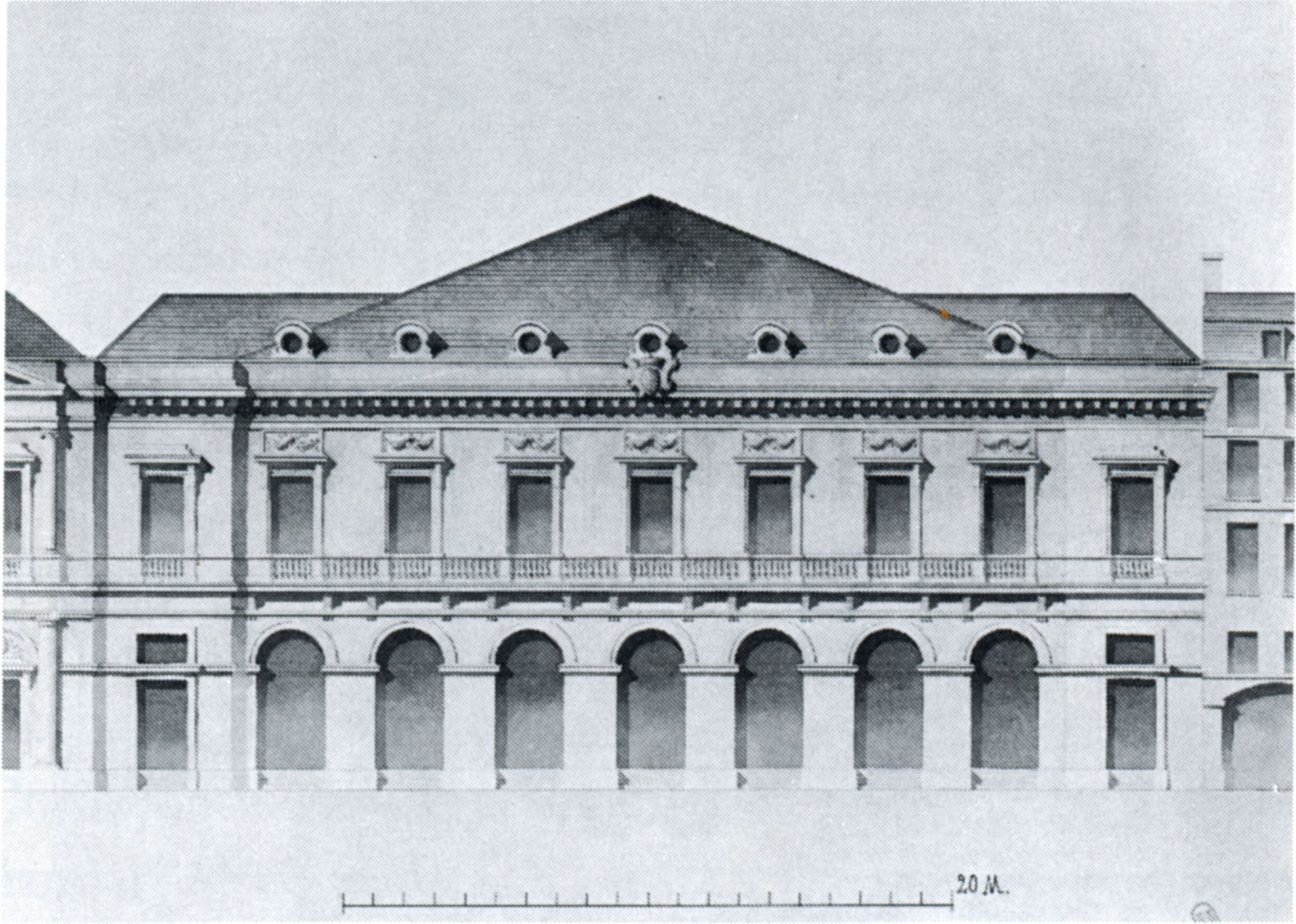
La facciata del teatro dell'opera di Moreau

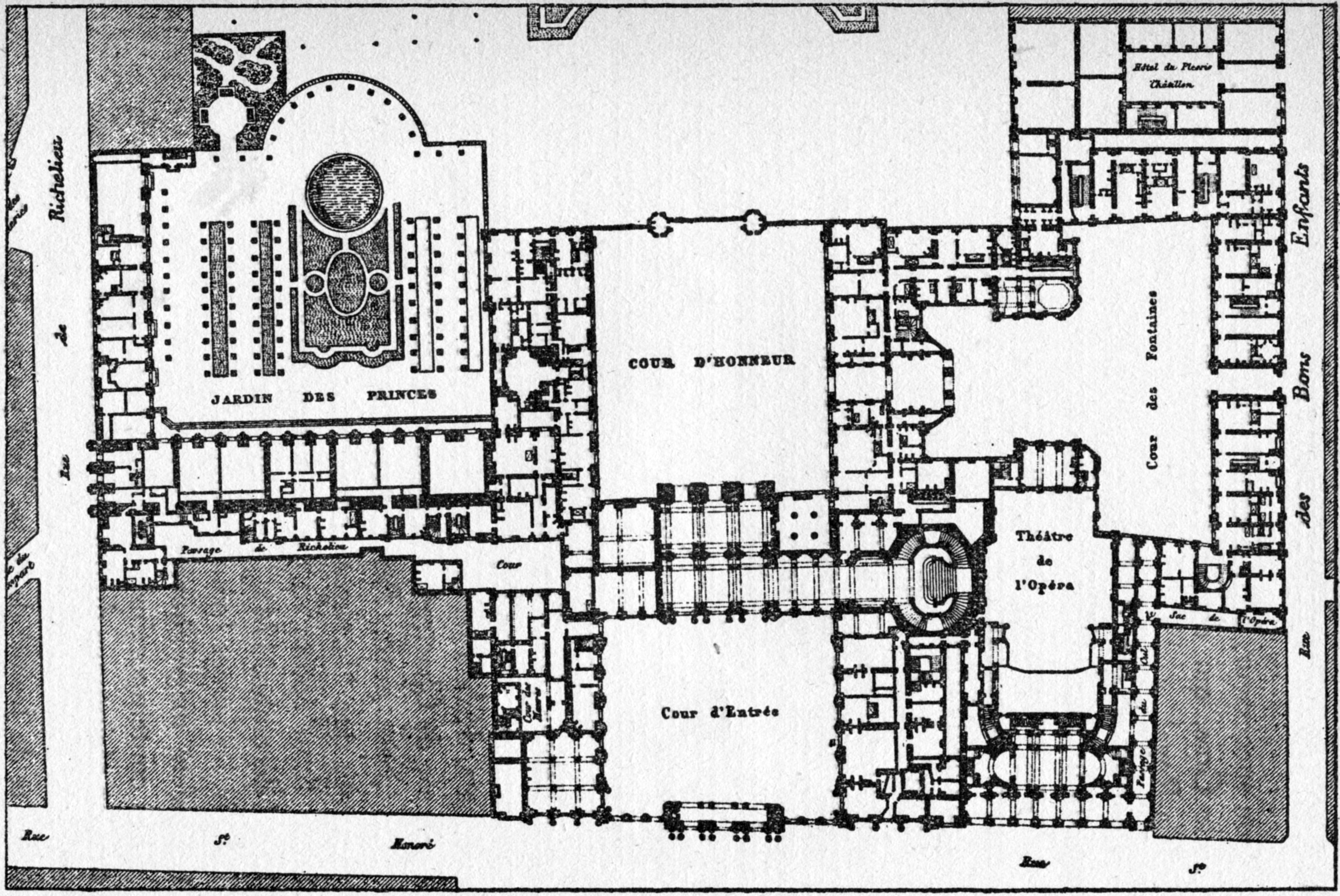
Pianta del Palais-Royal, 1780
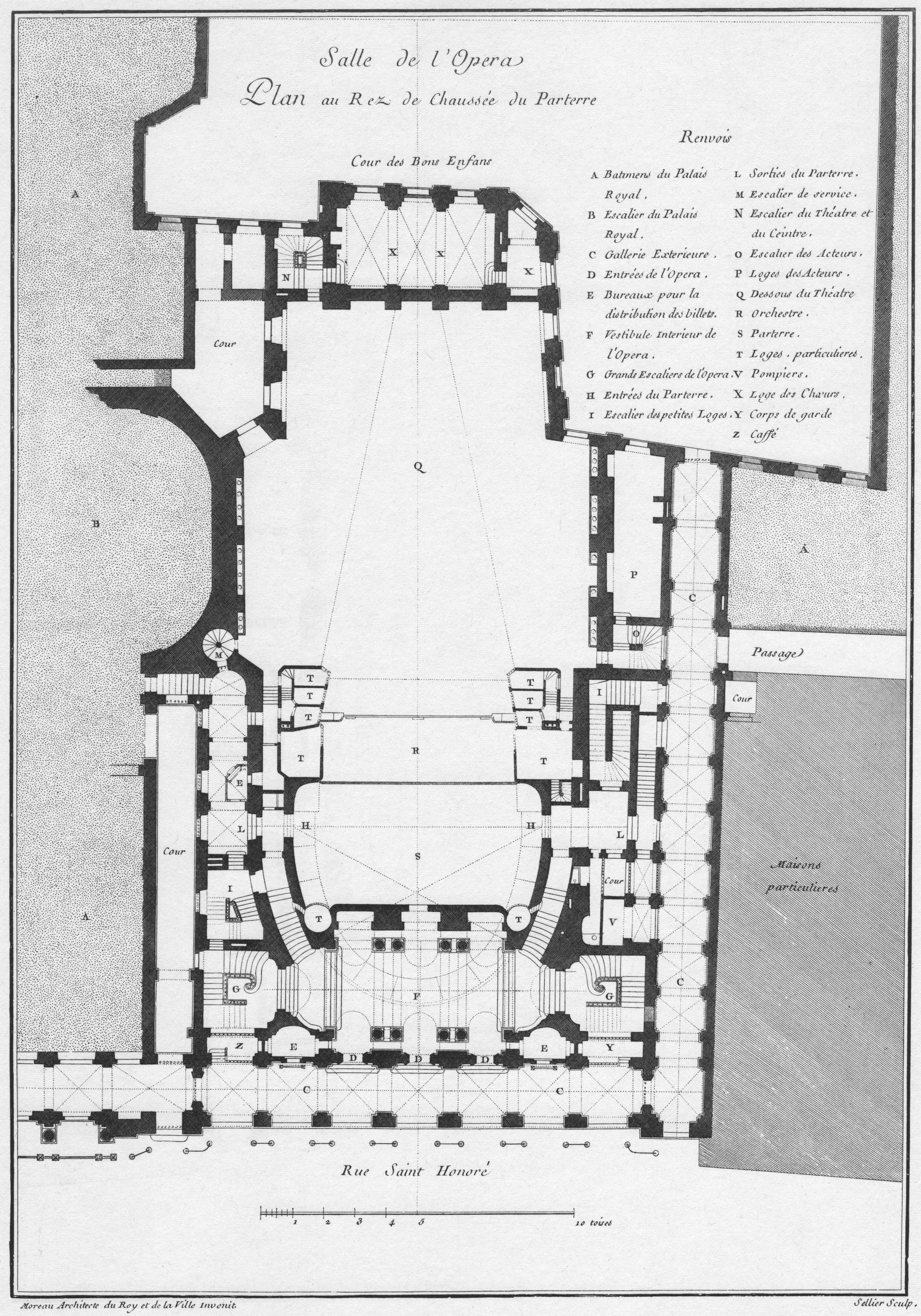
Piano terra
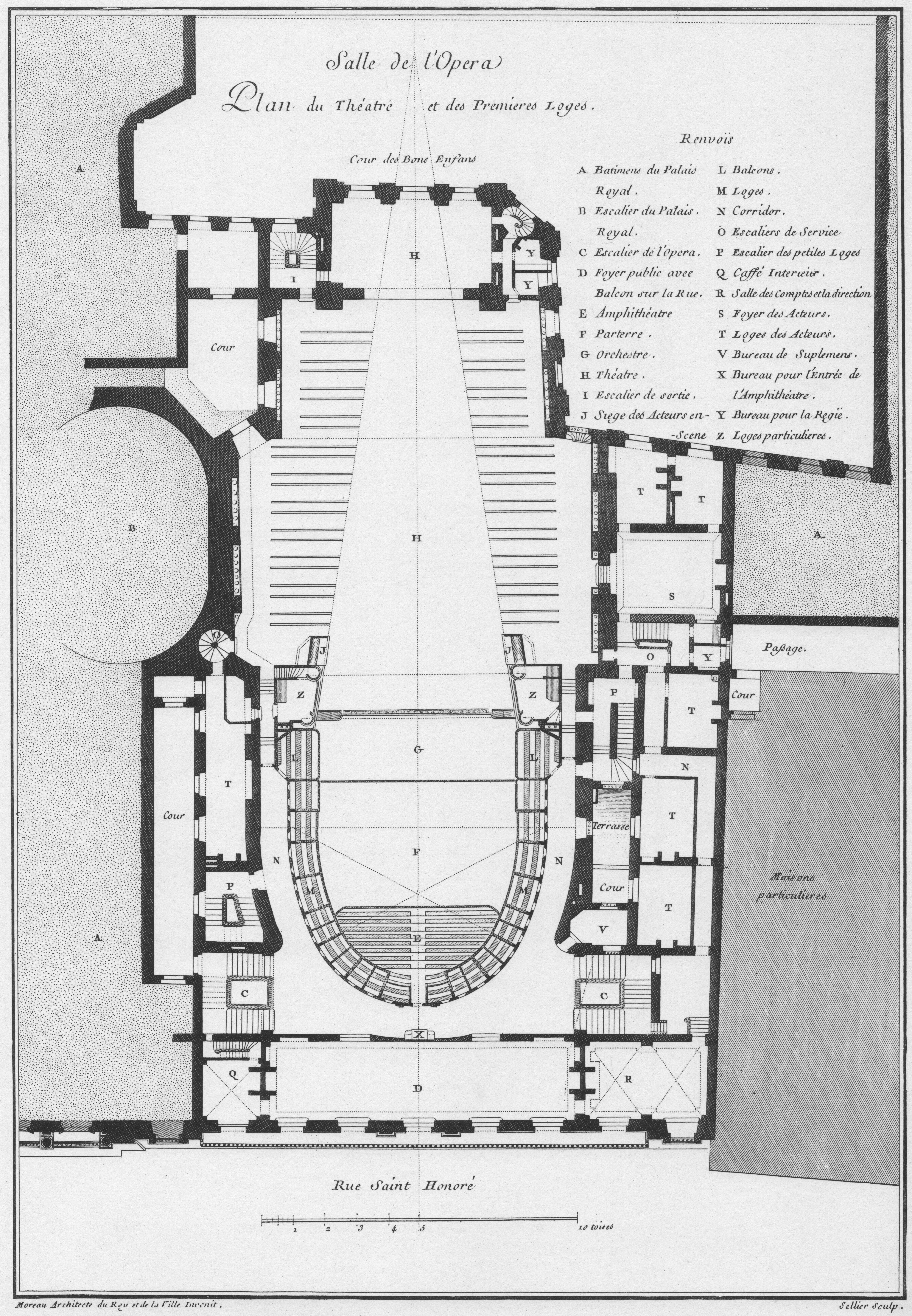
Primo piano
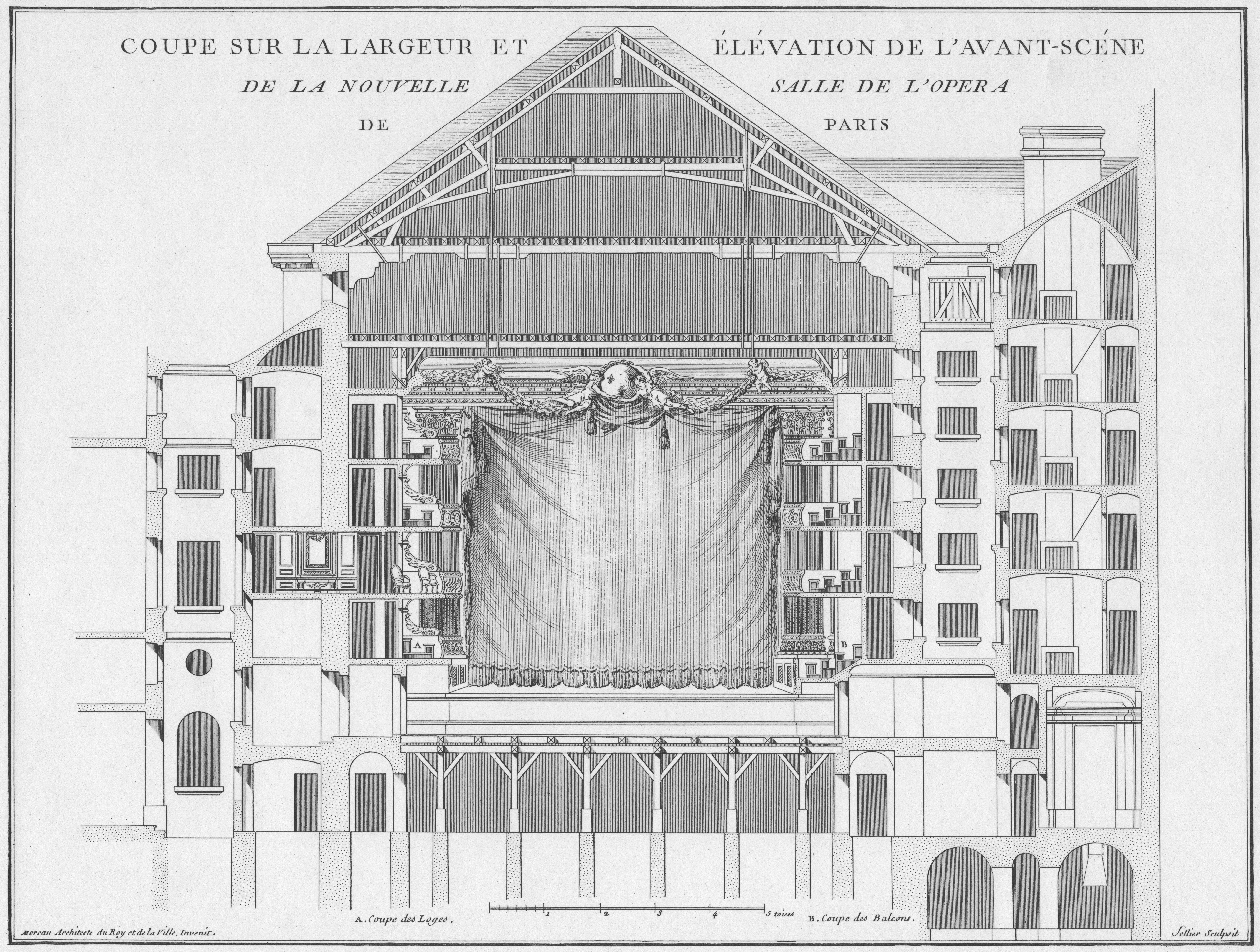
Sezione trasversale